# Maprounea membranacea
Maprounea membranacea är en törelväxtart som beskrevs av Ferdinand Albin Pax och Käthe Hoffmann. Maprounea membranacea ingår i släktet Maprounea och familjen törelväxter. Inga underarter finns listade i Catalogue of Life.